# Control parental

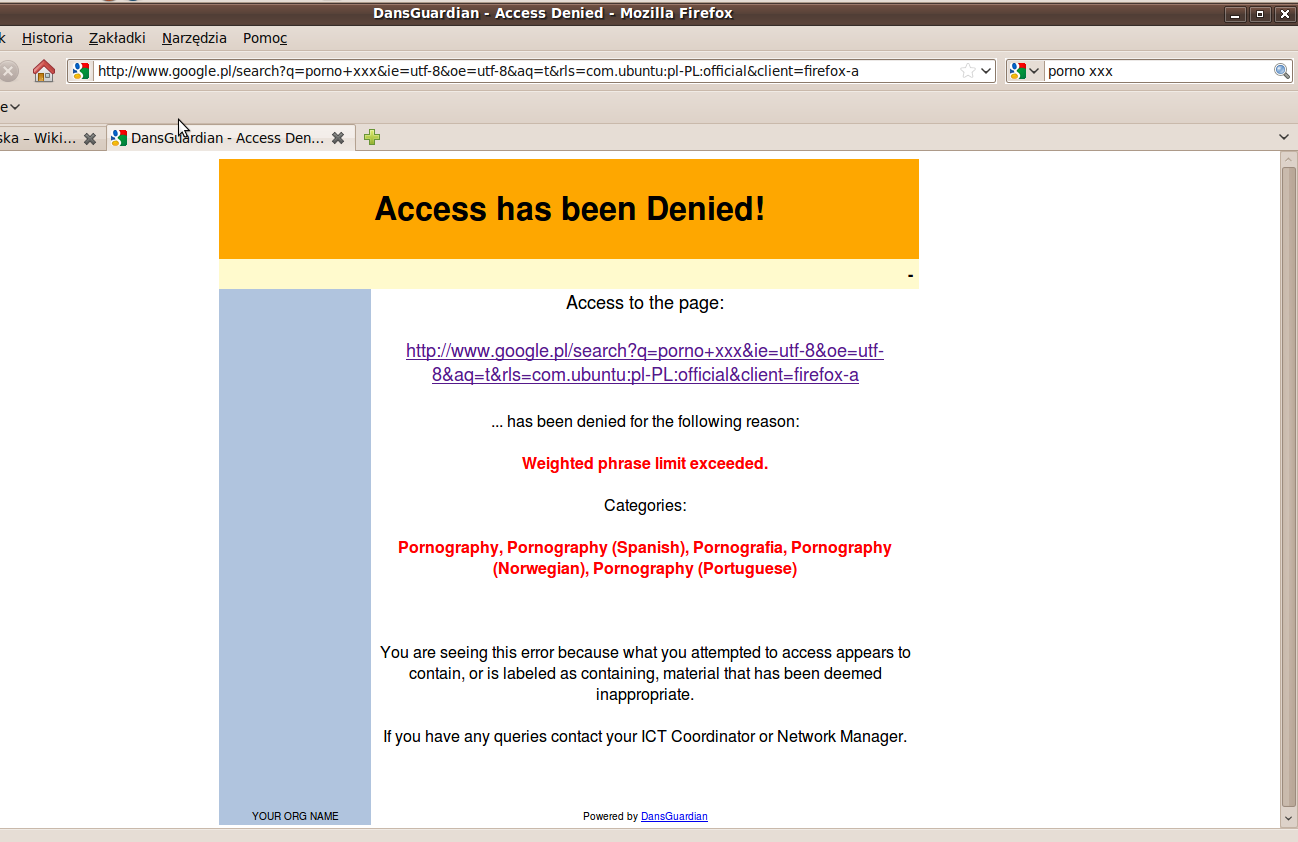
DansGuardian - STOP pornography.

El control parental en los aparatos electrónicos, normalmente en aquellos destinados a la reproducción o recepción de imágenes e información; consiste en impedir, o limitar el acceso al manejo de los mismos, o a su contenido a menores de edad. Esto se realiza mediante una serie de sistemas de bloqueo, normalmente protegidos mediante claves, bien alfanuméricas, bien mediante una combinación de teclas, que realizan los responsables legales del menor, normalmente sus padres, o los adultos responsables del uso de la correspondiente máquina.
En el acceso a la información procedente de internet es una de las cuestiones de control paterno más discutidas y usadas, ya que muchos de los contenidos de la red no son adecuados para los menores de edad. Los programas de navegación suelen incorporar potentes páginas de configuración para proceder a la realización de este control de contenidos.

## La ley
Muchos países regulan legalmente los contenidos que se pueden difundir. Lo más habitual es que haya una regulación que interrelacione horarios con contenidos evitando que, en horarios donde pueda haber presencia infantil, los contenidos no sean apropiados. Es también normal que se indiquen la introducción de avisos sobre la franja de edad a la que está destinado el programa, tanto en televisión como en otros medios, como cine o videojuegos.
Las leyes suelen prevenir la utilización de contenidos que puedan perjudicar seriamente el desarrollo físico, mental o moral de los menores, ni programas que fomenten el odio, el desprecio o la discriminación por motivos de nacimiento, raza, sexo, religión, nacionalidad, opinión o cualquier otra circunstancia personal o social, o el desarrollo físico, mental o moral de los menores.
La ley también en cuanto al uso de aplicaciones de control parental también tipifica como delito aquellos padres que quiere controlar a sus hijos mediante aplicaciones de terceros que instalan en sus dispositivos. No en todos los países se aplica este ley, pero antes de utilizar estas aplicaciones de control parental es recomendable conocer la situación sobre la ley aplicable.

## Sistemas de control parental
El sistema de control parental que se utiliza en los electrodomésticos destinados a la reproducción o recepción de imágenes son muy variados y dependen del aparato a controlar y de la información que se desea controlar.
Los receptores de televisión suelen, normalmente, tener dos tipos diferentes de control, uno limita, o impide, el funcionamiento de los mandos, mientras el otro imposibilita acceder a ciertas memorias donde están sintonizados los canales considerados inadecuados. Estos controles suelen estar protegidos por una combinación de teclas.
Las nuevas tecnologías de emisión de televisión, la televisión digital, permite que las emisoras faciliten señales de control dependiendo del tipo de programa que se está emitiendo en ese momento, señales que mediante el ajuste previo del receptor, bloquean el acceso a la información. Una práctica habitual, en muchos sitios regulada por ley, es la introducción de un aviso, en forma de texto o logo (como los rombos que se utilizaban en España en la década de los 70 del siglo XX) indicando la edad para la que está recomendado el contenido del programa correspondiente. Esto mismo sucede en las proyecciones cinematográficas en salas comerciales.
Dentro del mundo del cine y su distribución en soporte DVD también se trabaja sobre el control paterno. Por ejemplo, existen otros sistemas más sofisticados que se conectan entre un lector DVD y la televisión para filtrar obscenidades y lenguaje vulgar. El sistema lee el texto "closed caption" y automáticamente silencia el audio y proporciona textos alternativos a esas palabras "Tabú", es decir, políticamente incorrectas. Un disco puede ser incluso diseñado de modo que se lea una diferente versión de la película dependiendo del nivel de control paterno que ha sido fijado en el lector.

### Control por guías de programación
El sistema más básico utiliza el mando a distancia del receptor para bloquear canales mediante el uso de una contraseña. Una mejora de este sistema realiza bloqueos de programas independientes dentro de un mismo canal mediante guías de programación.
Estas guías de programación están siendo modificadas por muchas razones, pero una de ellas es la de clasificar todos los programas que se emiten según su contenido. Partiendo de una clasificación dada, el receptor se configura con un determinado nivel de bloqueo según se quiera y nuevamente protegido por una contraseña.
En los EE. UU. se instala un chip llamado "V-chip" en todos los televisores de más de 13" fabricados después de enero del año 2000 que realiza el control paterno por medio de las guías de programación.

### Funcionalidades fundamentales de un control parental
- Control Web: La gestión del acceso a internet es una de las cualidades más importantes para los padres.
- Control de aplicaciones: Evitar que los menores usen algunas aplicaciones no adecuadas para ellos es importante para los padres.
- Bloqueo de llamadas: Evitar que personas desconocidas puedan llamar al menor, así como las llamadas comerciales.
- Tiempo de uso: Hacer que los menores no utilicen en exceso sus dispositivos hacen importante esta funcionalidad.
- Alarmas: Avisos que los padres, madres o tutores puedan realizar al menor de forma que se aseguren que este mensaje le llegue.
- Geolocalización: Saber donde se encuentran sus hijos e hijas es importante para los padres y madres.
- Botón de Emergencias: En caso de peligro el menor debe de tener la posibilidad de avisar a sus tutores de una forma rápida.